# ヤハズソウ属
ヤハズソウ属　Kummerowia Schindl. は、マメ科植物の属の1つ。小柄な1年草で、葉の側脈が真っ直ぐに葉の縁に届き、葉先を引っ張るとそれに沿って切れる。

## 特徴
小柄な1年生の草本。茎は匍匐するか斜め上に伸びる。また茎には毛がある。葉は3枚の小葉からなり、柄はないかあるいは短く、小葉は縁は滑らかで、側脈は分枝せずに葉の縁まで届く。小葉の側脈は葉の縁まで達しており、葉先を摘まんで引っ張るとこれに沿ってちぎれ、その形は綺麗なV字状になり、葉の基部側は矢筈の形になる。小托葉はない。托葉は楕円状広卵形で茎を抱く形になる。
花序は葉の腋に出て花を束のような形につけるが、これは鱗片のある花序軸が節毎に枝分かれして、その各枝の先端に花が着いたものが短縮したものであり、花柄に見えるのは花序軸である。花の基部には退化した4枚の苞があり、これは一番基部側のものが花序軸に着き、2番目は退化した側枝に、3番目と4番目は対をなしており、これは退化した花柄の頂端、萼の直下に着くものと推定されている。これはハギ属やヌスビトハギ属などと同じような偽総状花序であったものが花序軸と花柄の著しい退化によって一見ではごく単純な構造になったものとみられる。花には解放花と閉鎖花がある。解放花は蝶形花で、花冠は萼より長い。雄しべは2つに分かれ、向軸側の1本が離れている。閉鎖花は0～4個あり、萼に包まれる。果実は節果であるが種子は1個だけ含み、柄はない。

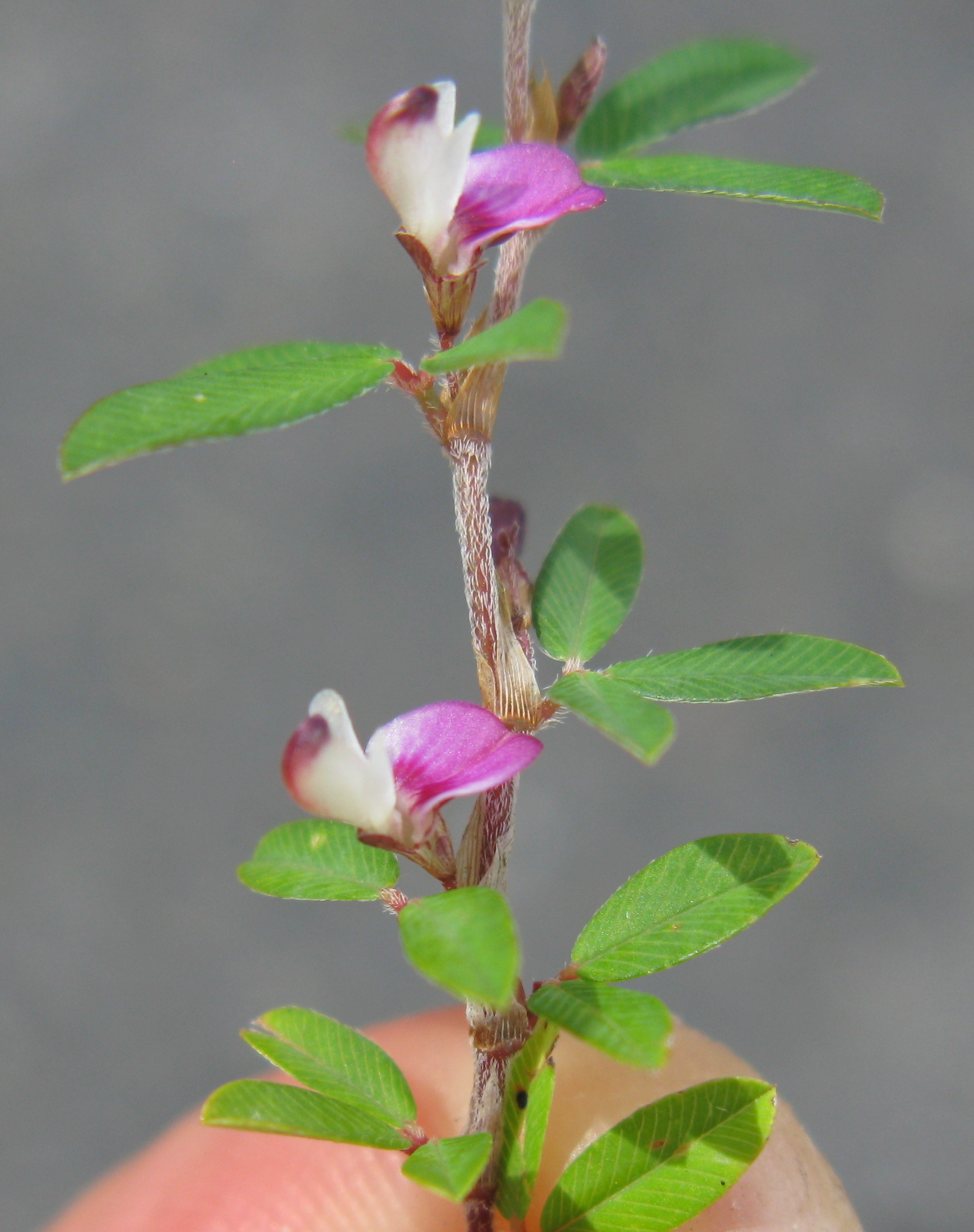
ヤハズソウ(以下も同じ)、茎と葉、花
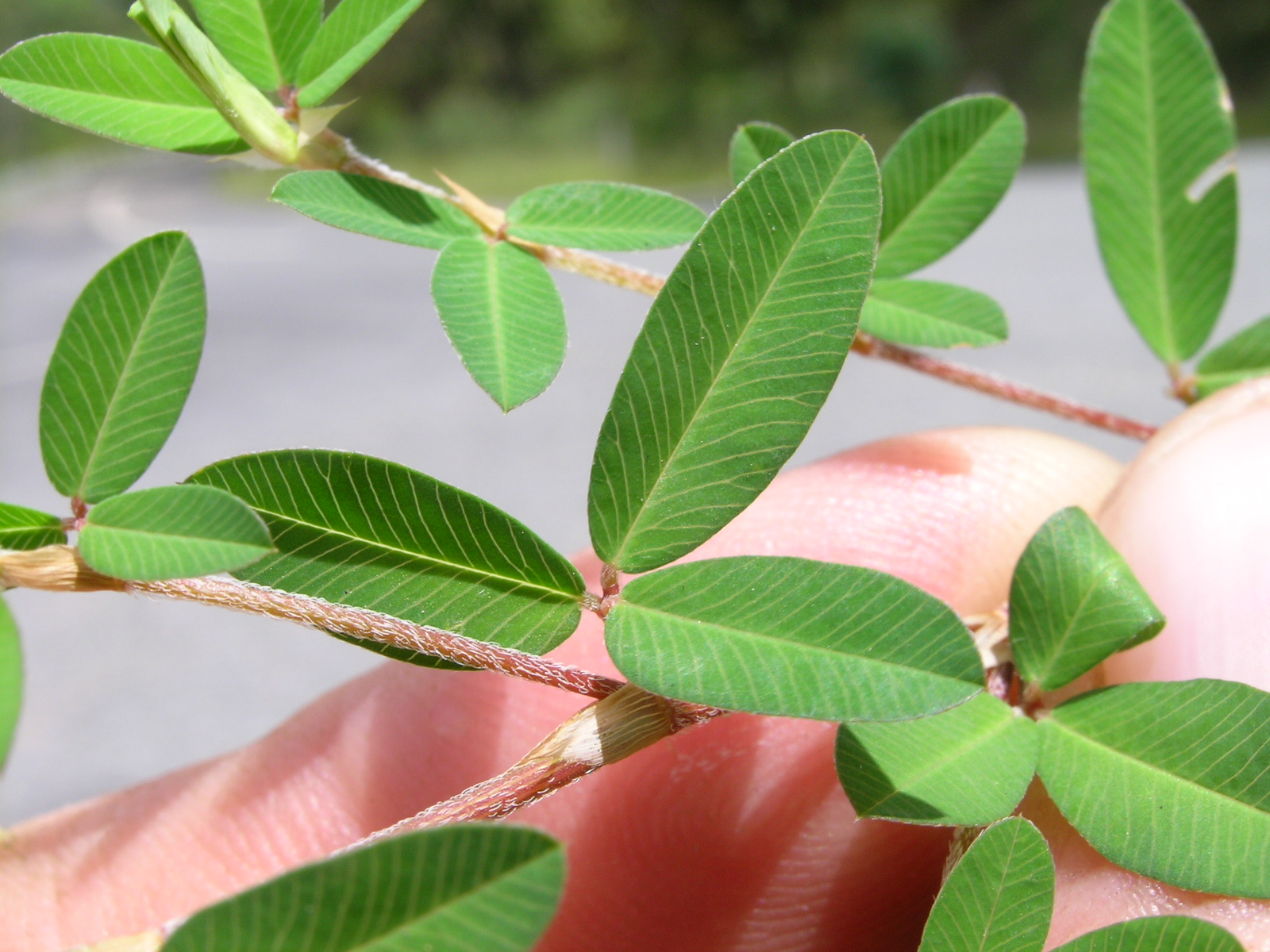
葉身
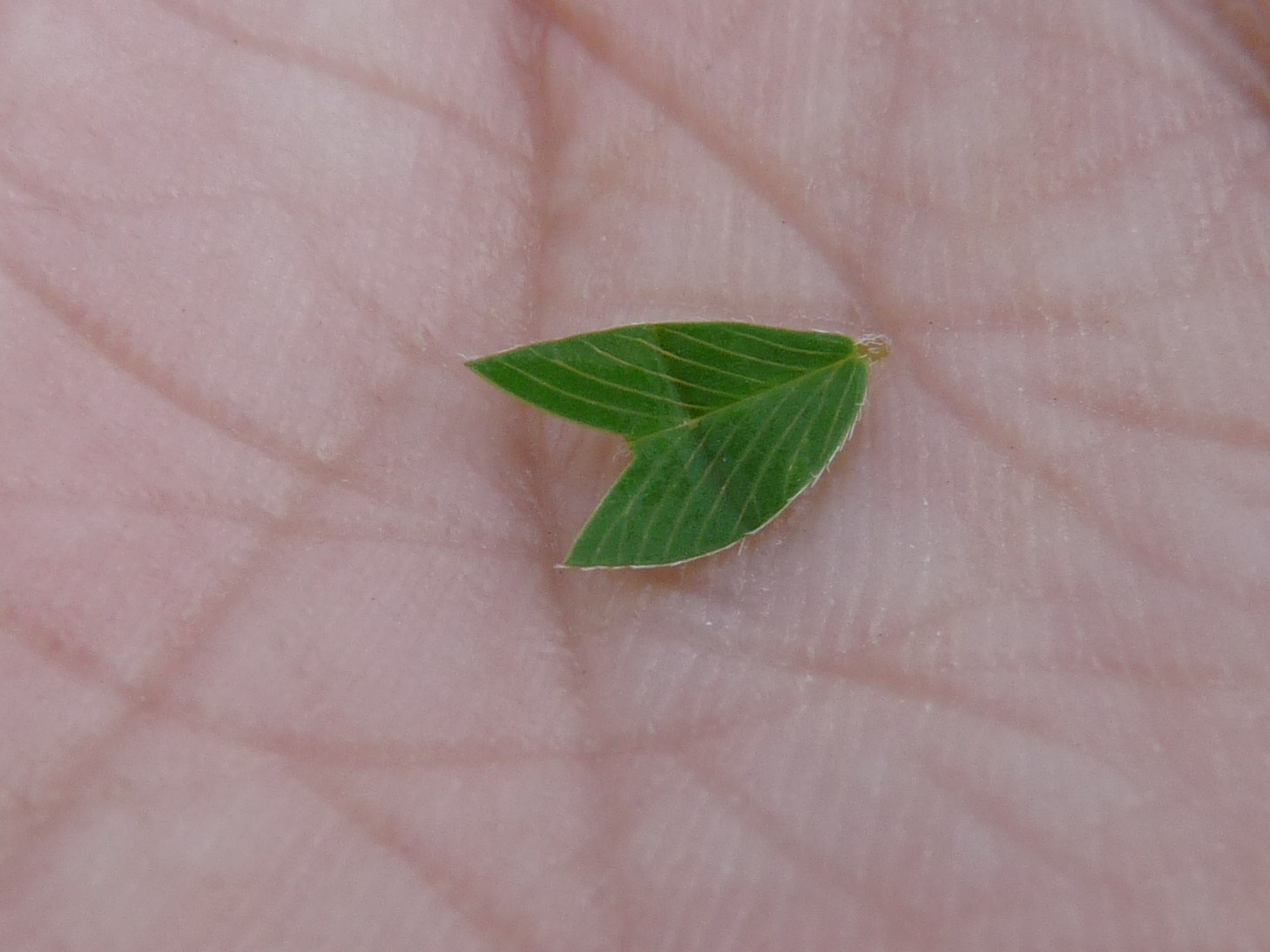
ちぎった葉
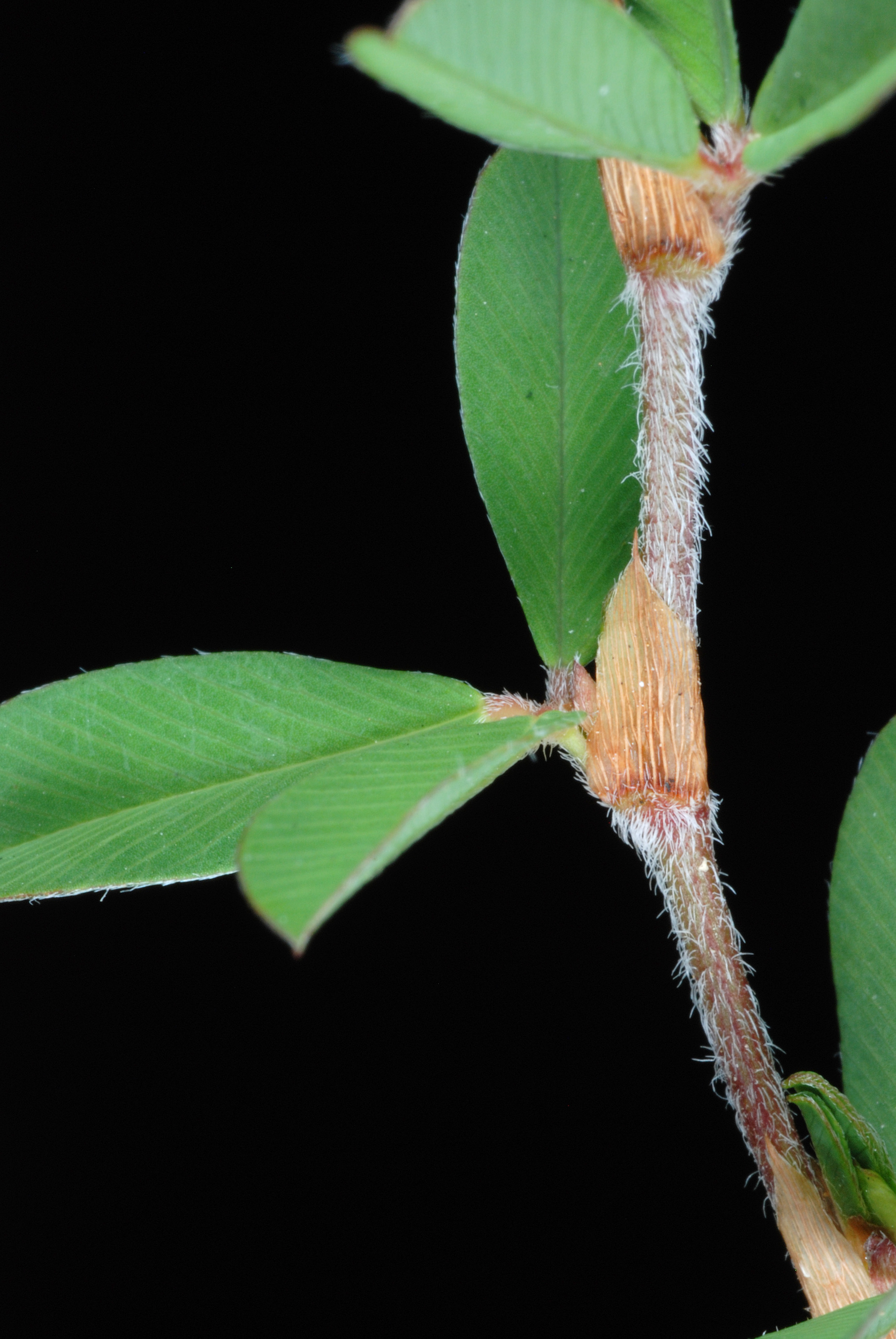
葉と托葉
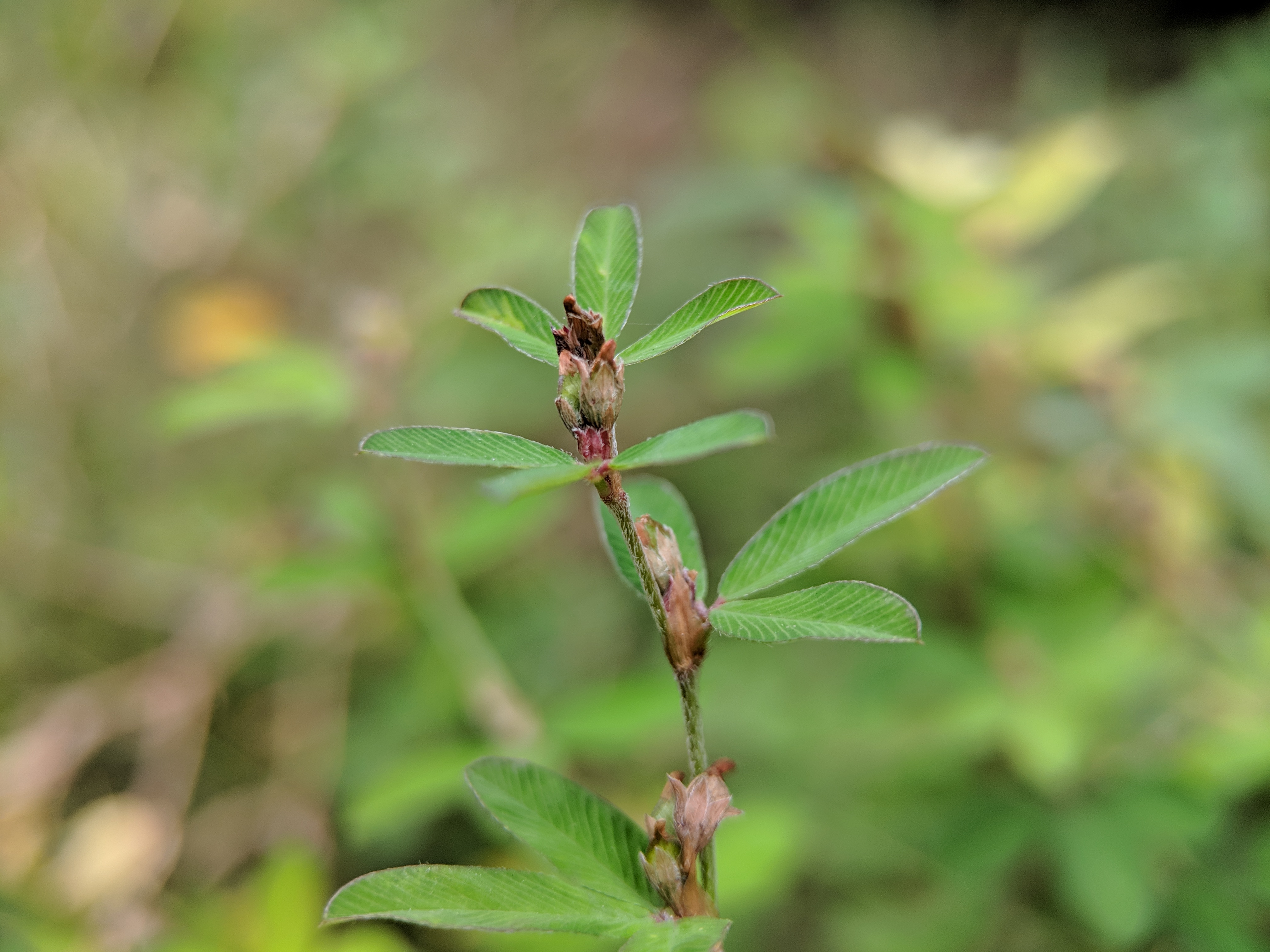
果実

## 種と分布
2種のみからなり、何れも東アジアを中心に分布するが、どちらも北アメリカに帰化している。
いずれも原野や道ばたに普通に見られる植物であり、往々にして密生して生えている。

## 分類
本属はハギ属 Lespedeza とよく似ており、この属に含める扱いをされることも多かった。しかし葉の側脈が葉の縁まで達すること、托葉の幅が広いこと、小花柄が伸びないことなどはこの属との明らかな違いである。現在は分子系統の解析からも別属とする説が支持されている。

### 下位分類
本属に含まれるのは以下の2種で、何れも日本に自生する。
- Kummerowia ヤハズソウ属
- K. stipulacea マルバヤハズソウ
- K. striata ヤハズソウ

## 利害
ずれも日本では普通に見られる雑草である。芝生等の維持に関しては防御法などが検討されている。
他方で牧草や緑肥として、また土壌の浸食防止に有用とされており、そのような面では北アメリカで特に重視されている。